# Hessischer Radfernweg R9
De Hessischer Radfernweg R9 (ook wel de Rijn-Mainzfietsroute genoemd) is een langeafstandsfietsroute in Duitsland. De route verbindt op een korte wijze de rivieren Rijn en Main met elkaar. De route voert door het Odenwald. Het traject is bewegwijzerd in twee richtingen. 

## Traject
De route start in Worms aan de Rijn. Hier kan worden aangesloten op de EuroVelo EV15 Rijnroute om het verloop van de Rijn te volgen. Hier kan ook de Hessischer Radfernweg R6 worden opgepakt naar Diemelstadt.
De route gaat grotendeels door Kreis Bergstraße en het Odenwald. In Heppenheim is er een aansluiting op de Hessischer Radfernweg R8 welke naar Frankenberg aan de Eder gaat.
In Höchst im Odenwald kruist de route de Hessischer Radfernweg R4 die de stroomgebieden van de rivieren Weser en Neckar met elkaar verbindt.
In eindpunt Obernburg am Main aan de rivier de Main kan worden aangesloten op de EuroVelo EV4 Midden-Europaroute en de Mainradweg.

## Aansluitingen met Europese fietsroutes
- In Worms kan worden aangesloten op de EuroVelo EV15 Rijnroute.
- In Obernburg am Main kan worden aangesloten op de EuroVelo EV4 Midden-Europaroute.

## Aansluitingen met andere fietsroutes
- In Worms kan worden aangesloten op de Hessischer Radfernweg R6.
- In Heppenheim kan worden aangesloten op de Hessischer Radfernweg R8.
- In Höchst im Odenwald kan worden aangesloten op de Hessischer Radfernweg R4.
- In Obernburg am Main kan worden aangesloten op de Mainradweg.

## Hessischer Radfernwegen
In 1992 zijn in de deelstaat Hessen 9 Hessischer Radfernwegen uitgezet welke allen bewegwijzerd zijn. Naast de R9 zijn dit:
- R1 van Mosbach naar Hannoversch Münden
- R2 van Bad Laasphe naar Sinntal
- R3 van Rüdesheim am Rhein naar Tann
- R4 van Bad Karlshafen naar Hirschhorn
- R5 van Willingen naar Eschwege
- R6 van Diemelstadt naar Lampertheim
- R7 van Limburg an der Lahn naar Philippsthal
- R8 van Frankenberg naar Heppenheim